# Jan Aertsen Marienhof

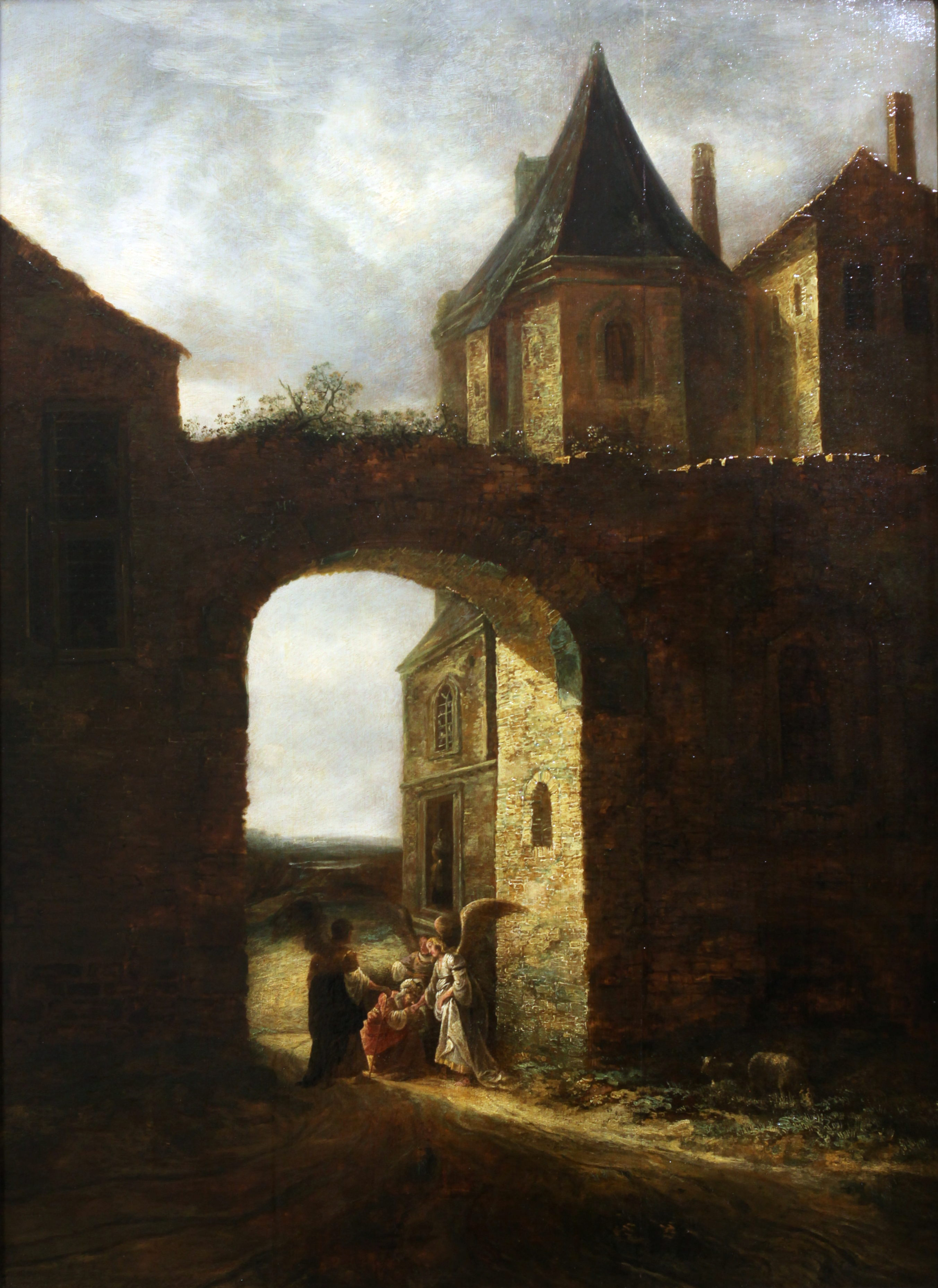
Apparition de trois anges à Abraham, Musée des Beaux-Arts de Besançon.

Jan Aertsen Marienhof est un peintre néerlandais actif à Utrecht au XVIIe siècle.